# Lene Clausen
Lene Clausen (* 10. April 1992) ist eine dänische Badmintonspielerin. 

## Karriere
Lene Clausen gewann bei den dänischen Juniorenmeisterschaften 2008 und 2009 drei Titel in den Altersklassen U15 und U17. 2010 nahm sie an den Olympischen Jugend-Sommerspielen teil. 2012 wurde sie Dritte bei den Slovenia International. Im gleichen Jahr qualifizierte sie sich mit ihrer Nationalmannschaft für die Endrunde des Uber Cups und konnte dort bis ins Viertelfinale vordringen.